# Бедиццоле
Бедиццоле (итал. Bedizzole, ломб. Bedesöle) — город и коммуна в Италии, в провинции Брешиа области Ломбардия.
Население составляет 10 203 человека (на 2004 г.), плотность населения составляет 359 чел./км². Занимает площадь 26 км². Почтовый индекс — 25081. Телефонный код — 030.
Покровителем коммуны почитается святой Стефан Первомученик. Праздник ежегодно празднуется 26 декабря.